# Spodnje Roje
Spodnje Roje je naselje u slovenskoj Općini Žalecu. Spodnje Roje se nalazi u pokrajini Štajerskoj i statističkoj regiji Savinjskoj. 

## Stanovništvo
Prema popisu stanovništva iz 2002. godine naselje je imalo 43 stanovnika.